# 加拿大狡鮟鱇
加拿大狡鮟鱇（学名：Dolopichthys allector），為輻鰭魚綱鮟鱇目棘茄魚亞目夢角鮟鱇科的其中一種。分布於東北大西洋亞速群島北方海域及西北大西洋加拿大海域，屬深海魚類，棲息深度約水深0至1050公尺，體長可達9.2公分。